# Carlos Discua
Carlos Israel Discua Castellanos (Tegucigalpa, 20 de septiembre de 1984) es un exfutbolista hondureño. Jugaba de mediocampista y su último equipo fue el Genesis.

## Trayectoria
En el 2004, durante el Torneo Clausura, hizo su debut en la Liga Nacional. El entrenador que le permitió debutar profesionalmente fue el argentino Oswaldo «Che» Altamirano. Durante la campaña siguiente, el cuadro universitario se salvó del descenso al superar por dos puntos en la tabla del descenso al Atlético Olanchano. En sus dos años y medio con el club realizó buenos torneos, lo cual llamó la atención de clubes como Motagua y Olimpia.
En el 2006 fichó por Olimpia, con el cual obtuvo el Torneo Clausura 2008. Al finalizar esa temporada con el cuadro albo, disputó 5 partidos y anotó 1 gol. 
En julio de ese año, tras no tener muchas oportunidades de juego en Olimpia, fichó por el Victoria. Su paso por el cuadro jaibo, aunque nada más duró un año, fue bastante regular. Al final disputó 27 partidos y convirtió 3 goles. 
Para 2009, a pedido de Gilberto Yearwood, fue contratado por el Deportivo Xinabajul de Guatemala, con el cual cumplió excelentes campañas. Por tal razón, a inicios de 2011 reforzó al Comunicaciones, donde anotó 7 goles en el único torneo que jugó. 
El 2 de junio de 2011, tras un acuerdo trilateral, se anunció su pase al Motagua. Hizo su primer gol con el Motagua el 2 de noviembre de 2011 en la victoria 3-0 sobre el Club Deportivo Vida. En su primera etapa con Motagua disputó 149 juegos y anotó 38 goles, por lo cual se le considera uno de los jugadores más importantes del club durante los últimos años. 
El 25 de mayo de 2015 se hizo oficial su arribo a la Liga Deportiva Alajuelense. El 2 de agosto debutó con anotación incluida en el triunfo de 3 a 0 sobre el Uruguay de Coronado. El 8 de noviembre, durante la victoria de 1 a 0 sobre Saprissa, anotó su primer gol en un clásico del fútbol costarricense. 
El 8 de junio de 2016 fue confirmado su regreso a Motagua, con el cual se consagró campeón del Torneo Apertura y consiguió afianzarse como máximo asistente en el FC Motagua.
El 27 de junio de 2018 se anunció su sorpresivo pase al Marathón. 

## Selección nacional
Ha sido internacional con la Selección de fútbol de Honduras. Su debut oficial se produjo el 11 de abril de 2012 durante un amistoso contra Costa Rica en San José. Al año siguiente, debutó en eliminatorias mundialistas en el empate de 2 a 2 contra México.
El 29 de agosto de 2014 se anunció que Discua había sido convocado para disputar la Copa Centroamericana 2014 con Honduras. Un año después, el seleccionador Jorge Luis Pinto lo incluyó en la nómina para la Copa de Oro 2015. El 7 de julio, en el partido de debut, anotó un gol contra Estados Unidos, en la derrota de 2 a 1. También jugó los partidos contra Panamá y Haití.
Participaciones en eliminatorias mundialistas
| Eliminatorias                  | Resultado         | Partidos | Goles |
| ------------------------------ | ----------------- | -------- | ----- |
| Eliminatorias de Concacaf 2014 | 3° (clasificó)    | 1        | 0     |
| Eliminatorias de Concacaf 2018 | 4° (no clasificó) | 7        | 0     |

Participaciones en Copa de Oro
| Copa de Oro      | Sede                    | Resultado        | Partidos | Goles |
| ---------------- | ----------------------- | ---------------- | -------- | ----- |
| Copa de Oro 2015 | Estados Unidos · Canadá | Fase de grupos   | 3        | 1     |
| Copa de Oro 2017 | Estados Unidos          | Cuartos de final | 3        | 0     |

Participaciones en Copa Centroamericana
| Copa Centroamericana      | Sede           | Resultado    | Partidos | Goles |
| ------------------------- | -------------- | ------------ | -------- | ----- |
| Copa Centroamericana 2014 | Estados Unidos | Quinto lugar | 3        | 0     |

Goles internacionales
| #  | Fecha               | Lugar                                                    | Rival          | Goles | Resultado | Competición      |
| -- | ------------------- | -------------------------------------------------------- | -------------- | ----- | --------- | ---------------- |
| 1. | 7 de julio de 2015  | Estadio Toyota, Dallas, Estados Unidos                   | Estados Unidos | 2-1   | 2—1       | Copa de Oro 2015 |
| 2. | 16 de marzo de 2017 | Estadio Olímpico Metropolitano, San Pedro Sula, Honduras | Nicaragua      | 1-0   | 2—0       | Amistoso         |

## Clubes
| Club            | País       | Año         |
| --------------- | ---------- | ----------- |
| Universidad     | Honduras   | 2004 - 2006 |
| Olimpia         | Honduras   | 2006 - 2008 |
| Victoria        | Honduras   | 2008 - 2009 |
| Xinabajul       | Guatemala  | 2009 - 2010 |
| Comunicaciones  | Guatemala  | 2011        |
| Motagua         | Honduras   | 2011 - 2015 |
| Alajuelense     | Costa Rica | 2015 - 2016 |
| Motagua         | Honduras   | 2016 - 2018 |
| Marathón        | Honduras   | 2018 - 2020 |
| Genesis Huracán | Honduras   | 2021 - 2023 |

## Palmarés

### Campeonatos nacionales
| Título                | Club           | País      | Año  |
| --------------------- | -------------- | --------- | ---- |
| Torneo Clausura       | Olimpia        | Honduras  | 2008 |
| Torneo Clausura       | Comunicaciones | Guatemala | 2011 |
| Torneo Apertura       | Motagua        | Honduras  | 2014 |
| Torneo Apertura       | Motagua        | Honduras  | 2016 |
| Torneo Clausura       | Motagua        | Honduras  | 2017 |
| Supercopa de Honduras | Motagua        | Honduras  | 2017 |